# Aeroporto de Faro

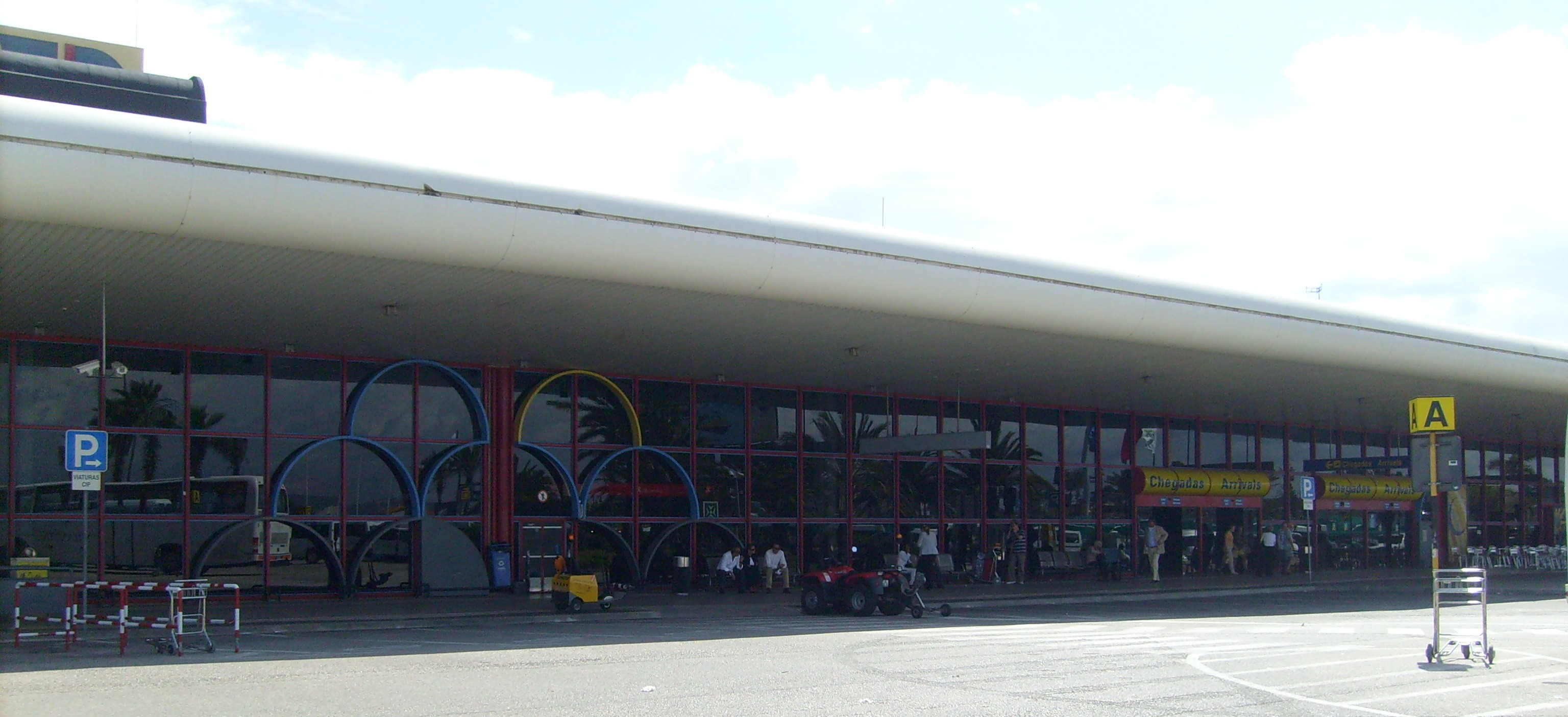
Luchthaven Faro

De Luchthaven Faro (Portugees: Aeroporto de Faro) (IATA: FAO, ICAO: LPFR) is een luchthaven gelegen op zeven kilometer afstand van de Zuid-Portugese plaats Faro, in het gelijknamige district. Het is de derde drukste luchthaven van Portugal, enkel Lissabon en Porto hebben een grotere luchthaven. De luchthaven is de aanvlieghaven voor de toeristische zuidkust Algarve.

## Gegevens (2015)
- Startbaan: 10/28°, 2.490m
- Maximale capaciteit: Boeing 747
- Navigatiehulpmiddelen: NDB, VOR-DME, ILS op landingsbaan 28
- Faciliteiten voor passagiers: 60 incheckbalies, 36 gates
- Aantal passagiers per jaar: 6.436.881
- Faciliteiten voor vracht: 750 m² opslagruimte (2007)
- Open: april-oktober 24u, november-maart 07:00-00:00u

In 2013 werd ANA – Aeroportos de Portugal - overgenomen door het Franse bedrijf VINCI. ANA had toen de concessie voor een periode van 50 jaar voor het beheer van 10 Portugese luchthavens, waaronder die van Faro. De concessie loopt af in het jaar 2062.

## Statistieken
Dankzij verbouwingen en uitbreidingen en aanpassingen aan de infrastructuur is de capaciteit van de terminal uit 1989 toegenomen van vier miljoen in 2001 naar zes miljoen in 2011 (maximaal 2400 passagiers per uur). In juli 2017 werd de capaciteit verhoogd tot acht miljoen passagiers per jaar, na een expansie en modernisering van de terminal.
In 2015 verwerkte de luchthaven 6,5 miljoen luchtreizigers. De meeste passagiers hadden in 2011 vluchten van of naar Groot-Brittannië: 2,9 miljoen. Op de tweede plaats stond Nederland met meer dan 500.000 passagiers. Op de derde plaats volgt Ierland met zo'n 300.000 passagiers. In 2015 werd 75% van de 43.000 vluchten uitgevoerd door prijsvechters, 18% kwam voor rekening van reguliere maatschappijen en de overige 7% betrof vrachttransport. In 2019 maakten iets meer dan negen miljoen passagiers gebruik van de luchthaven.

## Ongevallen
- Op 21 december 1992 verongelukte Martinair vlucht 495 tijdens de landing in slecht weer. Hierbij kwamen van de 340 inzittenden 54 passagiers en twee bemanningsleden om het leven.
- Op 29 december 2009 overstroomde de terminal door een zware regenstorm en lekken in het dak. Hoewel geen vluchten werden geannuleerd konden sommige passagiers niet inchecken als gevolg van de overstroming.
- Op 24 oktober 2011 stortten delen van het dak in en werden de meeste ramen van de verkeerstoren uit hun kozijnen geblazen tijdens een zware nachtelijke storm. Hierbij raakten vier personen lichtgewond en één ernstig.